# Championnat du Kosovo de football 2024-2025
Navigation
Édition précédente Édition suivante
La Superliga du Kosovo 2024-2025 est la 26e édition du Championnat du Kosovo de football également appelé Albi Mall Superliga pour des raisons de sponsoring. Dix équipes disputent cette compétition, chacune d'entre d'elles affrontant l'ensemble des autres équipes pour un total de 36 matchs.

## Compétition

### Classement
| Rang | Équipe            | Pts | J  | G  | N  | P  | Bp | Bc | Diff |
| ---- | ----------------- | --- | -- | -- | -- | -- | -- | -- | ---- |
| 1    | KF Drita          | 74  | 36 | 22 | 8  | 6  | 57 | 24 | +33  |
| 2    | KF Ballkani T     | 62  | 36 | 17 | 11 | 8  | 61 | 39 | +22  |
| 3    | KF Malisheva      | 53  | 36 | 14 | 11 | 11 | 43 | 39 | +4   |
| 4    | KF Gjilan         | 51  | 36 | 13 | 12 | 11 | 48 | 47 | +1   |
| 5    | KF Ferizaj P      | 50  | 36 | 14 | 8  | 14 | 42 | 47 | -5   |
| 6    | FC Pristina C     | 48  | 36 | 11 | 15 | 10 | 42 | 36 | +6   |
| 7    | KF Dukagjini      | 48  | 36 | 13 | 9  | 14 | 35 | 45 | -10  |
| 8    | KF Llapi Podujeve | 47  | 36 | 12 | 11 | 13 | 42 | 41 | +1   |
| 9    | KF Suhareka P     | 43  | 36 | 12 | 7  | 17 | 47 | 59 | -12  |
| 10   | KF Feronikeli P   | 15  | 36 | 3  | 6  | 27 | 24 | 64 | -40  |

Qualifications européennes
Ligue des champions 2025-2026
- 1er : premier tour de qualification

Ligue Europa 2025-2026
- C : premier tour de qualification

Ligue Conférence 2025-2026
- 2e : deuxième tour de qualification
- 3e : premier tour de qualification

Relégation
- 8e : barrage de relégation
- 9e et 10e : relégation

Abréviations
T : Tenant du titre
C : Vainqueur de la Coupe du Kosovo 2024-2025 
S : Vainqueur de la Supercoupe du Kosovo 2024 
P : Promu
- Le KF Drita remporte son quatrième titre de champion du Kosovo[1].
- FC Pristina est qualifié pour la Ligue Europa 2025-2026 en tant que vainqueur de la Coupe du Kosovo[2].

## Barrage de relégation
| 31 mai 2025 | KF Llapi Podujeve | 0 - 0 | KF Vushtrria | Stade de Fadil Vokrri, Pristina |  |
|             |                   |       |              |                                 |  |
|             | Tirs au but 4 - 1 |       |              |                                 |  |

- Le KF Llapi Podujeve reste en première division[3].